# Galanteria (album)
Galanteria – album demo poznańskiej grupy Muchy. Po początkowym sukcesie zespołu w internecie do płyty dołączono utwory "Big city girl", "Najważniejszy dzień" oraz "Nieprzytomna z bólu" z płyty Tribute to Partia.

## Lista utworów
1. "Nie mów"
2. "Jane Fonda"
3. "My favourite disease"
4. "Dzwonię"
5. "Half of that"
6. "Kołobrzeg-Świnoujście"
7. "Iazarus"
8. "Górny taras"
9. "Galanteria"